# Rugby Americas North Sevens Femenino 2023
El Rugby Americas North Sevens Femenino de 2023 fue la decimoctava edición del torneo de rugby 7 de la confederación norteamericana.
Se disputó entre el 19 y 20 de agosto en Langford, Canadá.
El torneo otorgó una plaza para los Juegos Olímpicos de París 2024 y dos para el Torneo Preolímpico.

## Fase de grupos
| Pos | Países      | Partidos | Partidos | Partidos | Tantos | Tantos | Tantos | Pts |
| Pos | Países      | G        | E        | P        | PF     | PC     | DP     | Pts |
| --- | ----------- | -------- | -------- | -------- | ------ | ------ | ------ | --- |
| 1   | Canadá      | 3        | 0        | 0        | 192    | 0      | 192    | 9   |
| 2   | Jamaica     | 2        | 0        | 1        | 43     | 70     | -27    | 7   |
| 3   | México      | 1        | 0        | 2        | 26     | 95     | -69    | 5   |
| 4   | Santa Lucía | 0        | 0        | 3        | 15     | 111    | -96    | 3   |

### Resultados
| 19 de agosto | Canadá | 59 - 0 | Santa Lucía |  |  |

| 19 de agosto | México | 7 - 10 | Jamaica |  |  |

| 19 de agosto | México | 19 - 5 | Santa Lucía |  |  |

| 19 de agosto | Canadá | 53 - 0 | Jamaica |  |  |

| 19 de agosto | Jamaica | 33 - 10 | Santa Lucía |  |  |

| 19 de agosto | Canadá | 80 - 0 | México |  |  |

### Semifinal
| 20 de agosto | Jamaica | 12 - 19 | México |  |  |

| 20 de agosto | Canadá | 41 - 7 | Santa Lucía |  |  |

### Tercer puesto
| 20 de agosto | Jamaica | 27 - 12 | Santa Lucía |  |  |

### Final
| 20 de agosto | México | 0 - 53 | Canadá |  |  |

| Bandera de Canadá |
| Campeón Canadá    |
| Octavo título     |